# Zamora (Aragua)
Zamora è un comune del Venezuela situato nello stato dell'Aragua.
Il capoluogo del comune è la città di Villa de Cura.